# Niki Topgaard
Niki Topgaard (født 8. maj 1985 i Hillerød) er en dansk youtuber, klipper og skuespiller som er kendt for sin youtubekanal Niki Topgaard, der i august 2025 havde 600.000 abonnenter og er dermed Danmarks største dansktalende youtuber, og hvor han laver sketches og anden komik. Der er uploadet 246 videoer på youtubekanalen.

## Karriere
I 2006 startede Niki Topgaard sammen med Ronnie Skov youtubekanalen ronikycomedy. Programmet blev også sendt på Kanal København. Hvert af de syv afsnit af serien Carsten og Pædagogen havde per ultimo 2021 været vist over 400.000 gange, heraf to (afsnit 6 og 7) over 1 million gange.
I 2005 startede Topgaard sig egen youtubekanal under aliasset ziltox produktion, som dog lukkede igen i 2015. På denne kanal bestod indholdet hovedsageligt af kortfilm og sketches.
I 2015 startede Topgaard kanalen Niki Topgaard Movietalk, der i juli 2025 havde over 125.000 abonnenter. En gennemgående serie var Movie Locations, hvor Topgaard rejste rundt og besøgte steder, hvor kendte film er blevet optaget. Her opnåede afsnittet Movie Locations - Harry Potter over 1,8 millioner visninger og afsnittet Movie Locations - Star Wars over 801.000 visninger.
I 2018 startede Topgaard en ny youtubekanal, denne gang med navnet Niki Topgaard. Kanalen viser primært comedy og sketches på dansk, og oftest også en behind-the-scenes på disse efterfølgende. De to afsnit af Piloterne, (2020 og 2021) havde i juli 2025 været vist hhv. 14 og 8,2 millioner gange. Afsnittet Julenissen 3 havde også opnået 1 million visninger, og i alt mere end 20 indslag havde over 200.000 visninger. Andre kendte serier på kanalen dækker titler som Livet På Hogwarts, Udfordrings fredag og Billy og Jimmy

## Andre aktiviteter
Topgaard har haft en rolle i spillefilmen Fuglene over sundet (2016), lagt stemme til tegnefilmen Angry Birds 2 (2019) samt været instruktør og manuskriptforfatter på filmen Exsecratus (2009).

## Hæder
I YouTube-prisuddelingen Guldtuben 2018 modtog Niki Topgaard prisen som "Årets rising star" samt sammen med Alexander Husum prisen for "Årets teamwork".

## Filmografi
| År             | Produktion                       | Rolle/Job                                                               | Noter                                          |
| -------------- | -------------------------------- | ----------------------------------------------------------------------- | ---------------------------------------------- |
| 2009           | Exsecratus                       | Mikkel, debut Instruktør, manuskriptforfatter, redigering, mm.          |                                                |
| 2010           | Casper Christensen               | Niki Topgaard                                                           | Projekter, arbejde, Casper Christensen’s firma |
| 2011           | Live fra Bremen                  | Fodboldspiller                                                          |                                                |
| 2011           | Voice - Danmarks største stemme  | Redaktør, klipper                                                       | (2011-2012)                                    |
| 2010-2011      | Til middag hos                   | Redigering, redaktør                                                    |                                                |
| 2008-2011-2013 | X Factor Danmark                 | Colorgrading, grafik, redaktionel afdeling, mm.                         |                                                |
| 2012-2013      | FunnyHaHa Tv                     | Usympatisk far                                                          | FunnyHaHa Tv: The Douglas Web                  |
| 2012-2014      | Natholdet                        | Redigering, visuelredigering, redaktør, (grafik/grafiker), klipper, mm. |                                                |
| 2014           | Angry Video Game Nerd: The Movie | Effekter, redigering, visuelredigering, visuelleeffekter, redaktør      |                                                |
| 2014           | Arvingerne                       | Nytårsgæst                                                              |                                                |
| 2015           | Den danske pige                  | Kunstsamler                                                             |                                                |
| 2016           | Anti (film)                      | Vagt                                                                    |                                                |
| 2016           | Fuglene over sundet              | Jøde                                                                    |                                                |
| 2017           | Aminas breve                     | Junkie                                                                  |                                                |
| 2019           | 5. Gear                          | Niki Topgaard (deltager) og vært                                        |                                                |
| 2019           | Angry Birds 2                    | Jerry                                                                   | Dansk version                                  |
| 2019           | GG Horsens                       | Søren Ragequit                                                          | 2019-2021                                      |
| 2021-nu        | Fodbold haderne                  | Niki Topgaard                                                           |                                                |
| 2021-nu        | En for holdet                    | Læge                                                                    |                                                |
| 2021-nu        | Klassen og Klassen ekstra        | Niki Topgaard                                                           | 2021-2023                                      |

## Diskografi

### Singler
- "Cola 24/7" (feat. Chief 1)
- "Prank Bro" (feat. Niki Topgaard) med Alexander Husum
- "300 Tusum" (Alexander Husum, feat. Mika og Tobias, Niki Topgaard, Armin/Armin Merusic, Guld Dennis, Eiqu Miller)

### Album
- Niki og Morten (med Morten Hvid) og Niki Topgaard
- You and I Niki og Morten (med Morten Hvid) og Niki Topgaard
- Way of Life Niki og Morten (med Morten Hvid) og Niki Topgaard
- Forbidden Love Niki og Morten (med Morten Hvid) og Niki Topgaard
- Like an Angle Niki og Morten (med Morten Hvid) og Niki Topgaard
- The Past Niki og Morten (med Morten Hvid) og Niki Topgaard
- Beautiful Niki og Morten (med Morten Hvid) og Niki Topgaard
- Life is Love Niki og Morten (med Morten Hvid) og Niki Topgaard